# Denstone
Denstone är en ort och civil parish i Storbritannien.   Den ligger i grevskapet Staffordshire och riksdelen England, i den södra delen av landet, 200 km nordväst om huvudstaden London. Denstone ligger 98 meter över havet och antalet invånare är 1 031.
Terrängen runt Denstone är platt åt sydost, men åt nordväst är den kuperad. Runt Denstone är det ganska tätbefolkat, med 230 invånare per kvadratkilometer. Närmaste större samhälle är Uttoxeter, 7,3 km söder om Denstone. Trakten runt Denstone består i huvudsak av gräsmarker.